# Aproximante lateral palatal sorda
La aproximante lateral palatal sorda es un sonido consonántico que aparece en algunos idiomas hablados, su símbolo en el alfabeto fonético internacional es /ʎ̥/.

## Características
- Su modo de articulación es aproximante ,lo que significa que se produce al estrechar el tracto vocal en el punto de la articulación, pero no lo suficiente como para producir una corriente de aire turbulenta .

- Su punto de articulación es palatal , lo que significa que se articula con la parte media o posterior de la lengua levantada hacia el paladar duro .

- Su fonación es sorda, lo que significa que se produce sin vibraciones de las cuerdas vocales.

- Es una consonante oral , lo que significa que el aire solo puede escapar por la boca.

- Es una consonante lateral , lo que significa que se produce al dirigir la corriente de aire sobre los lados de la lengua, en lugar de hacia el medio.

- El mecanismo de la corriente de aire es pulmonar , lo que significa que se articula empujando el aire únicamente con los músculos intercostales y el diafragma , como en la mayoría de los sonidos.

## Ocurre en
El sonido se hace presente en los idiomas feroés, en algunos dialectos y subdialectos del noruego y en el idioma shixing.